# Naturreservat Dschabal Samhan
Naturreservat Dschabal Samhan (arabisch محمية جبل سمحان, DMG Maḥmiyyat Ǧabal Samḥān, en.: Jabal Samhan Nature Reserve) ist ein Naturreservat im Gebiet des Dschabal Samḥān (arabisch جَبَل سَمْحَان) in Dhofar, Oman. Es erstreckt sich auf eine Fläche von 4.500 km² und es gibt keine dauerhafte Bevölkerung.
Es ist eines der letzten Rückzugsgebiete des Arabischen Leoparden (Panthera pardus nimr). Durch Beobachtungen mit Wildkameras kann man darauf schließen, dass etwa 20 Exemplare in dem Gebiet leben.

## Geographie
Die Gipfel des Dschabal Samhan reihen sich auf an einem Gebirgskamm, welcher sich parallel zur Küste von Hasik im Nordosten nach Taqa (Dhofar) im Südwesten zieht. Sie gehören zum Dhofar-Gebirge. Der Dschabal Samhan erreicht Höhen von ca. 2.000 m und ist damit der höchste Gipfel des Dhofar-Gebirges.

## Fauna
Neben den Leoparden leben wichtige Beutetiere in dem Gebiet: Arabische Gazelle (Gazella arabica), Nubischer Steinbock, Kaphase, Klippschliefer, Indisches Weißschwanz-Stachelschwein, Äthiopischer Igel und verschiedene Vogelarten. Gelegentlich erlegen Leoparden auch Haustiere. Außerdem  gibt es Karakal, Streifenhyäne und den Arabischen Wolf.